# Józef Wilkoń

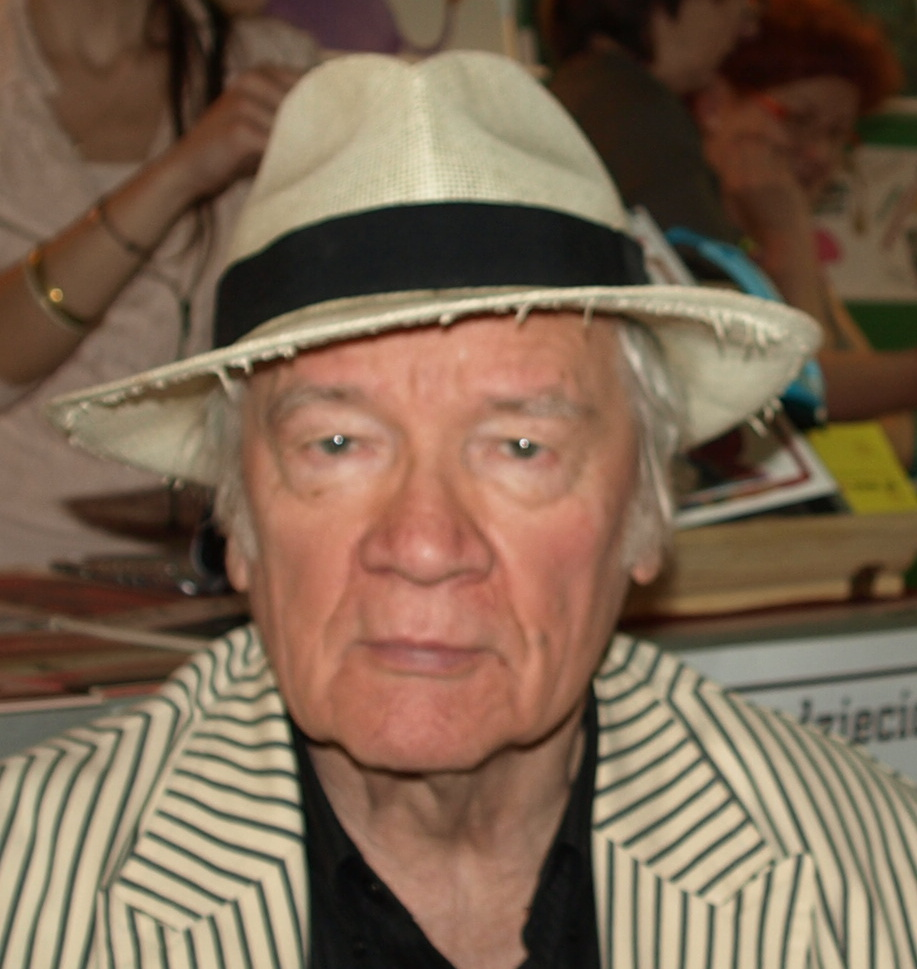
Józef Wilkoń (2013)

Józef Wilkoń (* 12. Februar 1930 in Bogucice bei Wieliczka) ist ein polnischer Maler, Bildhauer und Bildwirker, außerdem Autor und Illustrator von Bilderbüchern von internationalem Rang. In deutscher Sprache sind seit seinem Debüt mit Der Kranich mit dem einen Bein (1963) mehr als 60 Bücher mit seinen Illustrationen erschienen, darunter 2012 Tallula – Königin der Nacht. Wegen seiner außergewöhnlichen Illustrationen wird er von der Presse zu den „produktivsten und originellsten Künstlern unserer Zeit“ (eselsohr) gezählt. Seine allgemeine Anerkennung als Künstler zeigt sich auch durch die Nominierung auf der „Auswahlliste“ zum Deutschen Jugendliteraturpreis (1964 und 1966) und den Gewinn der Goldmedaille (1969) und des Ehrenpreises (1973) auf der Biennale der Illustrationen in Bratislava sowie des Premio Grafico (1980 und 1991) auf der Bologna Children’s Book Fair.

## Leben und Werk

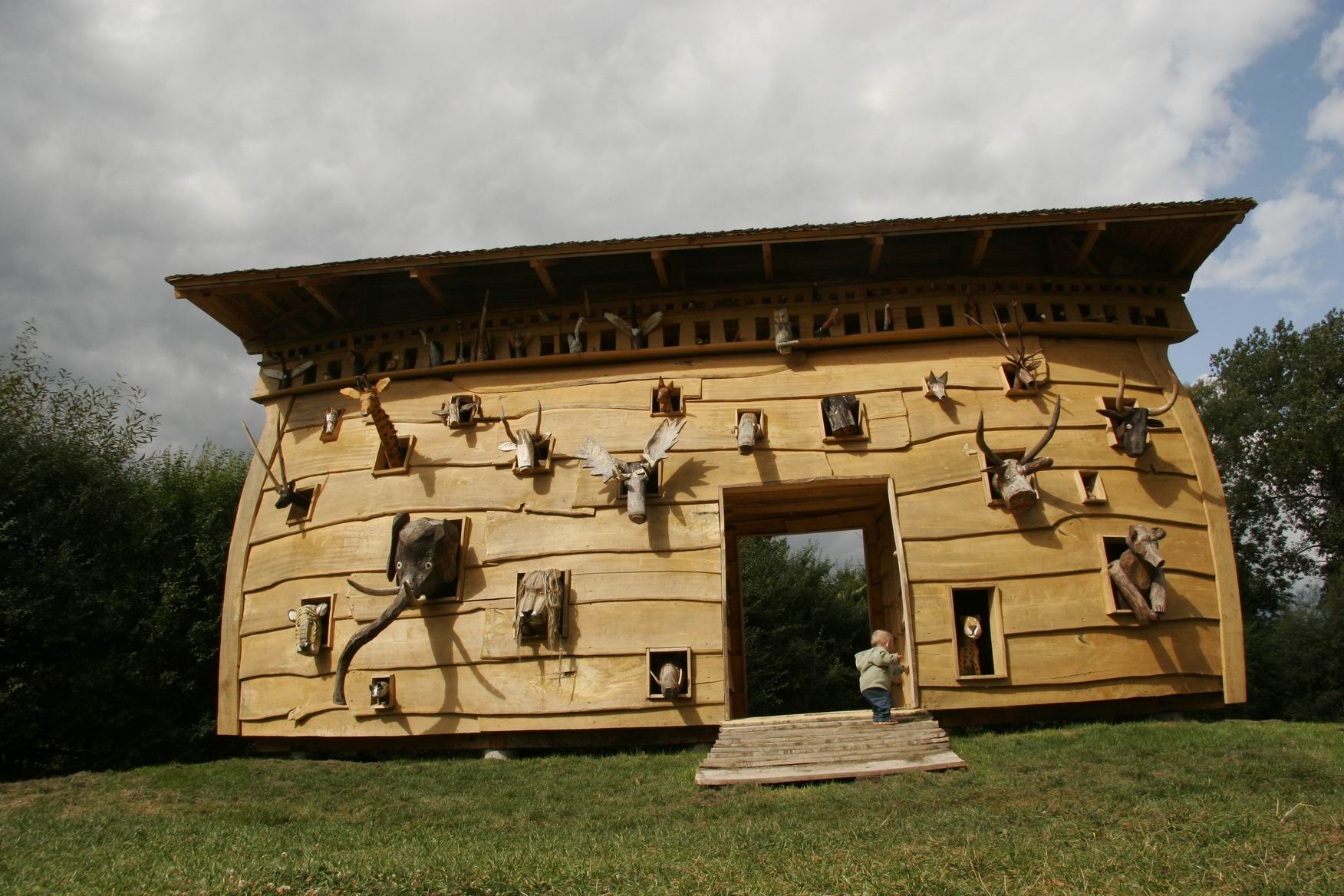
Arche von Józef Wilkoń (2010)

Wilkoń studierte Malerei an der Kunsthochschule Krakau und Kunstgeschichte der Jagiellonen-Universität in Krakau (Abschluss: 1954); zwischen beiden Studien verbrachte er ein Jahr in Paris. In polnischer Sprache erschienen mehr als 100 von ihm illustrierte Bücher. Seine Bücher sind neben dem Polnischen in 14 Sprachen (Bokmal, Chinesisch, Dänisch, Deutsch, Englisch, Finnisch, Französisch, Italienisch, Japanisch, Niederländisch, Norwegisch, Schwedisch, Spanisch, Tschechisch) erschienen. Viele seiner Bilderbücher entstanden in Zusammenarbeit mit seinem Sohn Piotr, der die Texte verfasste. Basierend auf seinem Buch Der Fischer auf dem Meeresgrund (1997) wurde 2011 in Polen der zwölfminütige Animations-Kurzfilm Rybak na dnie morza unter der Regie von Leszek Gałysz und Agnieszka Taborska produziert. Neben seiner Tätigkeit als Illustrator arbeitet Wilkoń auch als Bildhauer, vor allem von Tierskulpturen.
2013 war er Jurymitglied der Auszeichnung Das außergewöhnliche Buch des Kinder- und Jugendprogramms des Internationalen Literaturfestivals Berlin.
Wilkoń wurde mit zahlreichen Preisen und Auszeichnungen für sein Werk bedacht. Sein Werk wurde national wie international in verschiedenen Ausstellungen präsentiert. In Japan ist derzeit ein ihm gewidmetes Museum im Aufbau. Über sein künstlerisches Schaffen informiert der Kurz-Dokumentarfilm Bzik Kulturalny – Józef Wilkoń. Wilkoń lebt in Zalesie Dolne in Polen.

## Bücher in deutscher Sprache
In deutscher Sprache sind rund 70 von Wilkoń illustrierte Bücher erschienen. Sein Debüt gab er mit Der Kranich mit dem einen Bein (1963). Anschließend folgten Herr Minkepatt und seine Freunde (1965), Löwenkinder (1968), Bonko (1969), Der Panther und der Schimpanse (1969), Der eitle Pfau (1970), Der kleine Herr Timm und die Zauberflöte Tirlili (1970), Die Schatzinsel (1972), Ein Baum für Filippo (1973), Kossik – Das Gemskitz (1973), Robinson Crusoe (1973), Ein Löwe ist kein Elefant (1975), Wolfskinder, Minka und die Wildpferde (1976), Tom Sawyer (1977), Jussuf will ein Tiger sein (1978), Waldkonzert (1979), Polnische Geschichte in Bildern (1979), Der kleine Hund (1981), Der Bärenberg (1982), Die Geschichte vom guten Wolf (1982), Wem gibt der Elefant die Hand? (1982), Die Herberge zu Bethlehem – Ein Nord-Süd Weihnachtsbuch (1983), Bären im Schnee (1984), Das Pferd am Nil (1984), Mein neuer Ball (1984), Die Pipistrellis (1985), Hase hopp hopp hopp (1985), Ich rieche Honig! (1985), Sankt Nikolaus kommt (1985), Warum der Bär sich wecken ließ (1985), Der Clown sagte nein (1986), Hugo der Babylöwe (1986), Der kleinste Elefant der Welt (1987), Die falschen Flamingos (1987), Die sieben Mondtaler (1987), Thomas und die Taube (1987), Der kleine Hirte und der große Räuber (1988), Lieber Schneemann, wohin willst du? (1988), Mister Browns Katze (1988), Was bin ich (1988), Der Streit um den Regenbogen (1989), Der tollkühne Hugo (1989), Rosalind, das Katzenkind (1989), Atuk, der Eskimojunge (1990), Ich, der Kater (1990), Tonio auf dem Hochseil (1990), Das allererste Weihnachtslied (1991), Hugo und sein kleiner Bruder (1991), Katzenausflug – Eine kleine Geschichte (1991), Leopanther – Eine Liebesgeschichte (1991), Die Arche Noah (1992), Die vier Kinder der Erde (1992), Die Tiere sind frei! (1993), Die Tigerin trägt Hermelin (1993), Fabelhafte Tiergeschichten (1993), Wölfchen (1993), Das Mondgesicht (1994), Das Schiff der Riesen – Geschichten aus dem bunten Flickensack (1995), Holpeltolpel starker Freund (1995), Zwei Freunde (1995), Die Antilope mit der Harfe – Märchenhafte Tiergeschichten (1996), Klara sucht das Glück (1996), Gold für König Otakar (1997), Der Fischer auf dem Meeresgrund (1997), Kleiner großer Bär (2000), Stoppel, Poppel oder Hoppel? (2000), Mein Großvater war ein Kirschbaum (2001), Frau Drosselmann (2002), Die Amsel und der Papagei (2004) und Tallula – Königin der Nacht (2012).
Die von Wilkoń in Deutschland erschienenen Bücher wurden von unterschiedlichen Autoren verfasst, unter anderem die folgenden: Piotr Wilkoń (8), Eveline Hasler (2), P. Buxil (1), Daniel Defoe (1), Uwe Friesel (1), Janosch (1), Irina Korschunow (1), Wladimir Majakowskij (1), Paul Schaaf (1), Robert Wolfgang Schnell (1), Günter Spang (2), Robert Louis Stevenson (1), Stanisław Szydłowski (1), Mark Twain (1). Für drei von ihm illustrierte Bücher schrieb Wilkoń auch den Text: Minka und die Wildpferde (1976), Ich rieche Honig! (1985) und Frau Drosselmann (2002). Ebenfalls für drei von ihm illustrierte Bücher lieferte Wilkoń für den Text die grundlegende Storyidee: Mister Browns Katze (1988), Ich, der Kater (1990) und Wölfchen (1993). Bei Jussuf will ein Tiger sein (1978) und Der kleine Hirte und der große Räuber (1988) schrieb Wilkoń den Text zusammen mit einem Coautor. Mit 25 Publikationen ist der Großteil von Wilkońs 68 Büchern in deutscher Sprache beim Nord-Süd Verlag erschienen. Weitere Verlage im deutschsprachigen Raum, die Wilkoń publiziert haben, sind: Bohem (13), Patmos Verlag (12), Middelhauve (7), Parabel Verlag (3), Loewes (2), Atlantis (1), G. Bitter (1), Gimpel (1), Holz (1), Otto Maier (1) und Schweizer Volksbuchgemeinde (1).
Die Verfügbarkeit von Wilkońs in deutscher Sprache erschienenen Büchern ist sehr schlecht. Derzeit sind mit Löwenkinder (1968), Jussuf will ein Tiger sein (1978), Wem gibt der Elefant die Hand (1982) und Tallula – Königin der Nacht (2012) nur vier seiner Bücher verfügbar. Alle anderen Bücher sind vergriffen und ausschließlich antiquarisch erhältlich.

## Zitate von Wilkoń
Über die Kunst des Illustrierens sagt Wilkoń:

„Es ist einfach, falls man einige Dinge weiß. Zuerst muss man wissen, wie das, was man malen will, ausschaut: Ein Mensch, ein Fisch, ein Vogel, ein Blatt oder ein Tier. Dann, wie es sich bewegt: Wie es rennt, kriecht, schleicht oder fliegt. Für viele ist dies das Ende des Lernweges. Einige gehen aber weiter und können die Tageszeiten malen, den Mond, wie er scheint, einen Vogel, der singt, sie können sogar Sorgen und Freude malen, Angst und Mut. Wenige können Schlaf, Ruhe und sogar den Geruch und Geschmack einer Frucht malen. Wenn man all dies weiß, muss man noch wissen, wie man Text und Illustration zusammen fügt, so dass sie sich ergänzen und eine Spannung im Buch wächst wie beim Theater und alles in die richtige Zeit und richtige Proportion bringt.“

## Presseschau

### Über die künstlerische Bedeutung von Wilkoń
„Józef Wilkoń gehört zweifelsohne zu den produktivsten und originellsten Künstlern unserer Zeit. Seit mehr als fünf Jahrzehnten versteht er es, sowohl Kinder als auch Erwachsene in den Bann seiner Tierbilder zu ziehen. Bilder, die mittlerweile mehr als 200 Bücher schmücken und ihm auf der ganzen Welt Anerkennung und Sympathie eingebracht haben.“

„Am 12. Februar feierte seinen 80. Geburtstag Józef Wilkoń, der größte (ohne Wenn und Aber) Illustrator Polens.“

„Józef Wilkoń ist in Polen ein gefeierter Künstler. Er ist der Vater der aktuellen polnischen Kinderbuchillustration.“

### Der Kranich mit dem einen Bein(1963)
„Für Kinder, sie schon einen Sinn für Pointen haben, berichtet die an eine alte italienische Novelle angelegte Fabel, wie man sich aus einer unangenehmen Affäre ziehen kann, wenn man nur um eine witzige Antwort nicht verlegen ist. Illustrationen von erlesener Farbigkeit, voll Anmut und Humor korrespondieren mit der feinen Hintergründigkeit des Textes auf das Trefflichste.“

### Die Schatzinsel(1972)
„Auch das zweite von Scherf edierte Buch gefällt durch seine ausgesprochen glückliche Obereinstimmung von Text- und Bildteil: Robert Louis Stevensons Schatzinsel, von Jozef Wilkon so dramatisch wie realistisch illustriert.“

### Die Arche Noah(1992)
„Wie denn, was denn – noch ein Arche-Noah-Buch zu den unzähligen, die es schon gibt und die sich, eben weil die Begebenheit so attraktiv zu malen ist (exotische Tierstudien! bewegte Seestücke!), von Jahr zu Jahr um weitere Exemplare vermehren? Ja und nein. Natürlich handelt es sich auch hier um die sattsam bekannte Geschichte, nichts Wesentliches ist dazuerfunden, nichts weggelassen worden. Was bei der Wilkorischen Fassung jedoch frappiert, sind imaginäre Bildunterschriften, die sich wie von selbst im Kopf des Betrachters einstellen; lapidar und eindringlich wie die Zwischentitel bei Stummfilmen, die über das bloße Illustrieren einzelner Handlungssequenzen hinaus kunstvoll Stimmung erzeugen. [...] Wer seinen Kindern photorealistische Nashörner, Tiger oder Flußpferde vorführen will, sollte lieber zu einem Naturkundebuch greifen. Wer ihnen aber die Geschichte einer sensationellen Überlebensaktion bieten möchte, kommt voll auf seine Kosten. Und wird vielleicht Zeichnungen ernten, die fünfzehn Jahre später wie eine Zeitmaschine wirken.“

### Die vier Kinder der Erde(1992)
„Wilkoń wäre nicht Wilkoń, wenn er diese Chance nicht nützte; Erstaunen und Entzücken sind garantiert. Zu sehr Künstler, um in Sachbuch-Akribie zu verfallen, malt er mit Pastellkreiden Glut und Wind, den Aufmarsch des Grüns und herbstlichgrelles Wirtschaften, und eine schwarze, geheimnisvolle Grille jagt auf einem Heupferd durch die Nächte des übermüdeten Sommers. Die Hügel tun sich auf, um den Regenbogen einzulassen, und das Baumhaus der Krähen erinnert mit seinen geöffneten Läden an Magrittes „Die Stimme des Blutes“.“

### Tallula – Königin der Nacht(2012)
„Ein düsteres, aber wunderschönes, poetisches und letztlich natürlich auch harmloses Bilderbuch des Altmeisters Jozef Wilkon, der die Geschichte um Tallula, der kleinen Fledermaus „aufgeschrieben von Adam Jaromir“ kongenial in Szene gesetzt hat.“

„Es ist ein Buch für Connaisseure. Denn Tallula ist die Geschichte einer Selbstfindung. [...] Und wie so oft, wenn man endlich sein Milieu gefunden hat, klappt´s auch mit den Nachbarn: lichtscheue Tierchen werden Tallulas neue Freunde. Asseln, Schaben, Tiefseekraken. Was ließen sich da mit Kindern nicht alles für neue Freunde dazu erfinden! Man könnte einen Monsterabend veranstalten, zu Fasching, zu Halloween und überhaupt, immer wenn Ausgrenzung das Thema ist, wäre das Tallula-Buch erste Wahl – denn oft ist alles nur eine Frage der Blickrichtung, sagt Tallula und lässt sich kopfüberhängen. Großartiges, dunkles Buch voller Liebe!“

## Bibliografie (Auswahl)
Mit den rund 70 in deutscher Sprache erschienenen Büchern ist Józef Wilkońs Bibliografie in folgender Tabelle vermutlich vollständig. Nicht klar ist bei diesen Büchern, inwieweit diese auch Originalausgaben sind oder Übersetzungen fremdsprachiger Originalausgaben. Nicht vollständig ist außerdem die Auflistung von Wilkońs Büchern, die nur im Ausland und nicht in deutscher Sprache erschienen sind.
| Erstausgabe | Titel                                                                                               | Text                                                             | Illustration                  | Verlag (Ort)                                                       | ISBN                   | Übersetzung Erstausgabe | Übersetzung Titel        | Übersetzung Verlag (Ort) | Übersetzung ISBN   | Übersetzer                                                                               | Anmerkungen |
| ----------- | --------------------------------------------------------------------------------------------------- | ---------------------------------------------------------------- | ----------------------------- | ------------------------------------------------------------------ | ---------------------- | ----------------------- | ------------------------ | ------------------------ | ------------------ | ---------------------------------------------------------------------------------------- | --- |
| 1959        | O kotku który szukał czarnego mleka                                                                 | Helena Bechlerowa                                                | Józef Wilkoń                  | Nasza (Warschau)                                                   |                        |                         |                          |                          |                    |                                                                                          | |
| 1959        | Trudny siew – opowiadania                                                                           |                                                                  | Józef Wilkoń                  | Nasza Księgarnia (Warschau)                                        |                        |                         |                          |                          |                    |                                                                                          | |
| 1961        | Iv i Finetta                                                                                        | Natalia Galczyńska                                               | Józef Wilkoń                  | BiuroWydawnicze Ruch (Warschau)                                    |                        |                         |                          |                          |                    |                                                                                          | |
| 1961        | Pawie wiersze                                                                                       | Tadeusz Kubiak                                                   | Józef Wilkoń                  | Nasza Księgarnia (Warschau)                                        |                        |                         |                          |                          |                    |                                                                                          | |
| 1963        | Der Kranich mit dem einen Bein                                                                      | Paul Schaaf                                                      | Józef Wilkoń                  | Middelhauve (Köln)                                                 |                        |                         |                          |                          |                    |                                                                                          | |
| 1965        | Herr Minkepatt und seine Freunde                                                                    | Ursula Valentin, später: Ursula Genazino                         | Józef Wilkoń                  | Middelhauve (Köln)                                                 | ISBN 3-7876-9115-4     |                         |                          |                          |                    |                                                                                          | 8. Auflage 1982 |
| 1965        | O księciu Ibrahimie i pieknej Sinedhur – baśń z Tunisu                                              | Anna Milska                                                      | Józef Wilkoń                  | Ruch (Warschau)                                                    |                        |                         |                          |                          |                    |                                                                                          | |
| 1966        | Przygoda pewnego pawia                                                                              | Stanisław Szydłowski                                             | Józef Wilkoń                  | Ruch (Warschau)                                                    |                        | 1970                    | Der eitle Pfau           | Holz (Berlin)            |                    | deutsche Nachdichtung aus dem Polnischen von Viktor Mika                                 | deutsche Fassung |
| 1967        | W nieparyżu i gdzie indziej                                                                         | Anna Kamieńska                                                   | Józef Wilkoń                  | Nasza Księgarnia (Warschau)                                        |                        |                         |                          |                          |                    |                                                                                          | deutsche Übersetzung des Titels: In Nichtparis und anderswo |
| 1968        | Löwenkinder                                                                                         | Janosch                                                          | Józef Wilkoń                  | Middelhauve (Köln)                                                 |                        |                         |                          |                          |                    |                                                                                          | Neuausgabe 2011 bei Beltz & Gelberg (Weinheim), ISBN 978-3-407-76103-3. |
| 1969        | Bonko                                                                                               | Robert Wolfgang Schnell                                          | Józef Wilkoń                  | Middelhauve (Köln)                                                 |                        |                         |                          |                          |                    |                                                                                          | |
| 1969        | Der Panther und der Schimpanse                                                                      | P. Buxil                                                         | Józef Wilkoń                  | Otto Maier (Ravensburg)                                            | ISBN 3-473-33638-6     |                         |                          |                          |                    |                                                                                          | |
| 1970        | Der kleine Herr Timm und die Zauberflöte Tirlili                                                    | Uwe Friesel                                                      | Józef Wilkoń                  | Middelhauve (Köln)                                                 |                        |                         |                          |                          |                    |                                                                                          | |
| 1972        | Die Schatzinsel                                                                                     | Robert Louis Stevenson                                           | Józef Wilkoń                  | Schweizer Volks-Buchgemeinde (Luzern)                              | unbekannt              |                         |                          |                          |                    | Walter Scherf                                                                            | von Walter Scherf herausgegeben, mit Nachwort und Anmerkungen versehen |
| 1973        | Baśnie i legendy                                                                                    | Henryk Sienkiewicz                                               | Józef Wilkoń                  | Ludowa Spółdzielnia Wydawnicza (Warschau)                          | unbekannt              |                         |                          |                          |                    |                                                                                          | |
| 1973        | Ein Baum für Filippo                                                                                | Eveline Hasler                                                   | Józef Wilkoń                  | Atlantis (Zürich)                                                  | ISBN 3-7611-0422-7     |                         |                          |                          |                    |                                                                                          | |
| 1973        | Kossik – Das Gemskitz                                                                               | Günter Spang                                                     | Józef Wilkoń                  | Parabel (München)                                                  | ISBN 3-7898-0975-6     |                         |                          |                          |                    |                                                                                          | |
| 1973        | List do Warszawy                                                                                    | Tadeusz Kubiak                                                   | Józef Wilkoń                  | Nasza Ksie̜garnia (Warschau)                                        | unbekannt              |                         |                          |                          |                    |                                                                                          | deutsche Übersetzung des Titels: Brief nach Warschau |
| 1973        | Pan Tadeusz                                                                                         | Adam Mickiewicz                                                  | Józef Wilkoń                  | Arkady (Warschau)                                                  |                        |                         |                          |                          |                    |                                                                                          | |
| 1973        | Robinson Crusoe                                                                                     | Daniel Defoe                                                     | Józef Wilkoń                  | Loewes (Bayreuth)                                                  | ISBN 3-7855-1661-4     |                         |                          |                          |                    | herausgegeben, ins Deutsche übertragen und mit einem Nachwort versehen von Walter Scherf | enthält 8 farbige und 10 schwarzweiße Illustrationen von Józef Wilkoń |
| 1974        | Mazowsze                                                                                            | Aleksander Jackowski                                             | Józef Wilkoń                  | Interpress (Krakau)                                                | unbekannt              |                         |                          |                          |                    |                                                                                          | |
| 1975        | Ein Löwe ist kein Elefant                                                                           | Wladimir Majakowskij (Verse)                                     | Józef Wilkoń                  | Middelhauve (Köln)                                                 | ISBN 3-7876-9560-5     |                         |                          |                          |                    | Karl Dedecius                                                                            | |
| 1975        | Wolfskinder                                                                                         | Günter Spang                                                     | Józef Wilkoń                  | Parabel (München)                                                  | ISBN 3-7898-0984-5     |                         |                          |                          |                    |                                                                                          | |
| 1976        | Minka und die Wildpferde                                                                            | Józef Wilkoń                                                     | Józef Wilkoń                  | Parabel (München)                                                  | ISBN 3-7898-0990-X     |                         |                          |                          |                    |                                                                                          | |
| 1976        | Titel unbekannt                                                                                     | Shyusaku Endo                                                    | Józef Wilkoń                  | Shiko Sha (Tokio)                                                  |                        |                         |                          |                          |                    |                                                                                          | englische Übersetzung des Originaltitels: Little Tom and the big cat |
| 1977        | Tom Sawyer                                                                                          | Mark Twain                                                       | Józef Wilkoń                  | Loewes (Bayreuth)                                                  | ISBN 3-7855-1754-8     |                         |                          |                          |                    | herausgegeben, ins Deutsche übertragen und mit einem Nachwort versehen von Walter Scherf | Anmerkungen und Worterklärungen von Elisabeth Scherf |
| 1978        | Jussuf will ein Tiger sein                                                                          | Józef Wilkoń, Irina Korschunow                                   | Józef Wilkoń                  | Parabel (München)                                                  | ISBN 3-7898-0995-0     |                         |                          |                          |                    |                                                                                          | Neuausgabe 2008 bei Parabel (München), ISBN 978-3-7898-1115-9. |
| 1979        | Waldkonzert                                                                                         | Kurt Baumann (Verse)                                             | Józef Wilkoń                  | Bohem (Zürich)                                                     | ISBN 3-85581-144-X     |                         |                          |                          |                    |                                                                                          | |
| 1979        | Polnische Geschichte in Bildern                                                                     | Mateusz Siuchninski                                              | Józef Wilkoń                  | Verlag Interpress (Warschau)                                       |                        |                         |                          |                          |                    |                                                                                          | |
| 1981        | Der kleine Hund                                                                                     | Desanka Maksimović                                               | Józef Wilkoń                  | Nord-Süd (Mönchaltorf)                                             | ISBN 3-85825-144-5     |                         |                          |                          |                    | Mischa Damjan (aus dem Serbokroatischen)                                                 | |
| 1982        | Der Bärenberg                                                                                       | Max Bolliger                                                     | Józef Wilkoń                  | Bohem (Zürich)                                                     | ISBN 3-85581-153-9     |                         |                          |                          |                    |                                                                                          | |
| 1982        | Die Geschichte vom guten Wolf                                                                       | Peter Nickl                                                      | Józef Wilkoń                  | Nord-Süd (Mönchaltorf)                                             | ISBN 3-85825-149-6     |                         |                          |                          |                    |                                                                                          | |
| 1982        | Wem gibt der Elefant die Hand?                                                                      | Frederik Vahle                                                   | Józef Wilkoń                  | Middelhauve (Köln)                                                 | ISBN 3-7876-9138-3     |                         |                          |                          |                    |                                                                                          | 2012 Neuausgabe bei Beltz & Gelberg (Weinheim), ISBN 978-3-407-79448-2. |
| 1982        | Wakacje pana burmistrza                                                                             | Ewa Kolaczkowska                                                 | Józef Wilkoń                  | Nasza Księgarnia (Warschau)                                        |                        |                         |                          |                          |                    |                                                                                          | deutsche Übersetzung des Titels: Die Ferien des Herrn Bürgermeisters |
| 1983        | Die Herberge zu Bethlehem – Ein Nord-Süd Weihnachtsbuch                                             |                                                                  | Józef Wilkoń                  | Nord-Süd (Mönchaltorf)                                             | ISBN 3-85825-193-3     |                         |                          |                          |                    |                                                                                          | |
| 1984        | Bären im Schnee                                                                                     | Josef Guggenmos                                                  | Józef Wilkoń                  | Nord-Süd (Mönchaltorf)                                             | ISBN 3-85825-214-X     |                         |                          |                          |                    |                                                                                          | |
| 1984        | Das Pferd am Nil                                                                                    | Textbearbeitung: Kurt Baumann                                    | Józef Wilkoń                  | Bohem (Zürich)                                                     | ISBN 3-85581-165-2     |                         |                          |                          |                    |                                                                                          | 1997 Neuausgabe bei der Stiftung Schweizerisches Jugendschriftenwerk (Zürich), ISBN 3-7269-0007-1.                                                                                          |
| 1984        | Ilustrowany słownik dla dzieci – niemiecko-polski, polsko-niemiecki                                 | Jerzy Jóźwicki                                                   | Józef Wilkoń                  | Wiedza Powszechna (Warschau)                                       | ISBN 83-214-0186-4     |                         |                          |                          |                    |                                                                                          | |
| 1984        | Mein neuer Ball                                                                                     | Josef Guggenmos                                                  | Józef Wilkoń                  | Nord-Süd (Mönchaltorf / Hamburg)                                   | ISBN 3-85825-213-1     |                         |                          |                          |                    |                                                                                          | Kinderlyrik |
| 1985        | Die Pipistrellis                                                                                    | Eveline Hasler                                                   | Józef Wilkoń                  | Bohem (Zürich)                                                     | ISBN 3-85581-173-3     |                         |                          |                          |                    |                                                                                          | |
| 1985        | Hase hopp hopp hopp                                                                                 | Josef Guggenmos (Verse)                                          | Józef Wilkoń                  | Nord-Süd (Mönchaltorf)                                             | ISBN 3-85825-227-1     |                         |                          |                          |                    |                                                                                          | |
| 1985        | Ich rieche Honig!                                                                                   | Józef Wilkoń                                                     | Józef Wilkoń                  | Nord-Süd (Mönchaltorf)                                             | ISBN 3-85825-243-3     |                         |                          |                          |                    |                                                                                          | |
| 1985        | Sankt Nikolaus kommt                                                                                | Konrad Richter                                                   | Józef Wilkoń                  | Nord-Süd (Mönchaltorf)                                             | ISBN 3-85825-241-7     |                         |                          |                          |                    |                                                                                          | |
| 1985        | Warum der Bär sich wecken ließ                                                                      | Rudolf Otto Wiemer                                               | Józef Wilkoń                  | Patmos (Düsseldorf)                                                | ISBN 3-491-79253-3     |                         |                          |                          |                    |                                                                                          | Weihnachtsgeschichte |
| 1986        | Der Clown sagte nein                                                                                | Mischa Damjan                                                    | Józef Wilkoń                  | Nord-Süd (Hamburg)                                                 | ISBN 3-85825-258-1     |                         |                          |                          |                    |                                                                                          | |
| 1986        | Hugo der Babylöwe                                                                                   | Hermann Moers                                                    | Józef Wilkoń                  | Nord-Süd (Mönchaltorf)                                             | ISBN 3-85825-269-7     |                         |                          |                          |                    |                                                                                          | |
| 1987        | Der kleinste Elefant der Welt                                                                       | John Wilson                                                      | Józef Wilkoń                  | Bohem (Zürich)                                                     | ISBN 3-85581-183-0     |                         |                          |                          |                    | Kurt Baumann (aus dem Englischen)                                                        | 1998 Neuausgabe bei der Stiftung Schweizerisches Jugendschriftenwerk (Zürich), ISBN 3-7269-0010-1.                                                                                          |
| 1987        | Die falschen Flamingos                                                                              | Mischa Damjan                                                    | Józef Wilkoń                  | Nord-Süd (Mönchaltorf)                                             | ISBN 3-85825-296-4     |                         |                          |                          |                    |                                                                                          | |
| 1987        | Die sieben Mondtaler                                                                                | Anneliese Lussert                                                | Józef Wilkoń                  | Nord-Süd (Mönchaltorf)                                             | ISBN 3-85825-286-7     |                         |                          |                          |                    |                                                                                          | |
| 1987        | Thomas und die Taube                                                                                | Rudolf Otto Wiemer                                               | Józef Wilkoń                  | Patmos (Düsseldorf)                                                | ISBN 3-491-79281-9     |                         |                          |                          |                    |                                                                                          | |
| 1988        | Der kleine Hirte und der große Räuber                                                               | Józef Wilkoń, Lene Mayer-Skumanz                                 | Jósef Wilkoń                  | Patmos (Düsseldorf)                                                | ISBN 3-491-79290-8     |                         |                          |                          |                    |                                                                                          | |
| 1988        | Lieber Schneemann, wohin willst du?                                                                 | Gerda Marie Scheidl                                              | Józef Wilkoń                  | Nord-Süd (Gossau)                                                  | ISBN 3-85825-325-1     |                         |                          |                          |                    |                                                                                          | |
| 1988        | Mister Browns Katze                                                                                 | Józef Wilkoń (Idee), Slawomir Wolski (Text)                      | Józef Wilkoń                  | Nord-Süd (Mönchaltorf)                                             | ISBN 3-85825-305-7     |                         |                          |                          |                    |                                                                                          | |
| 1988        | Was bin ich                                                                                         | Josef Guggenmos (Verse)                                          | Jósef Wilkoń                  | Bohem (Zürich)                                                     | ISBN 3-85581-196-2     |                         |                          |                          |                    |                                                                                          | |
| 1989        | Der Streit um den Regenbogen                                                                        | Siegfried P. Rupprecht                                           | Józef Wilkoń                  | Nord-Süd (Mönchaltorf)                                             | ISBN 3-85825-319-7     |                         |                          |                          |                    |                                                                                          | |
| 1989        | Der tollkühne Hugo                                                                                  | Hermann Moers                                                    | Józef Wilkoń                  | Nord-Süd (Mönchaltorf)                                             | ISBN 3-85825-333-2     |                         |                          |                          |                    |                                                                                          | |
| 1989        | Rosalind, das Katzenkind                                                                            | Piotr Wilkoń                                                     | Józef Wilkoń                  | Bohem (Zürich)                                                     | ISBN 3-85581-203-9     |                         |                          |                          |                    |                                                                                          | 2001 Neuausgabe vom Schweizerischen Jugendschriftenwerk (Zürich), ISBN 3-7269-0020-9, Fassung gekürzt von Hanna Burkhardt                                                                   |
| 1989        | unbekannt                                                                                           | Piotr Wilkoń und Józef Wilkoń (Idee)                             | Piotr Wilkoń und Józef Wilkoń | Green Peace Publishers (Tokio)                                     | unbekannt              | 1990                    | Ich, der Kater           | Patmos (Düsseldorf)      | ISBN 3-491-79411-0 | Heidi Kaiser (deutscher Text)                                                            | |
| 1990        | Wlazł kotek na płotek                                                                               | Józef Ratajczak                                                  | Józef Wilkoń                  | Nasza Księgarnia (Warschau)                                        |                        |                         |                          |                          |                    |                                                                                          | deutsche Übersetzung des Titels: Kroch der Kater auf das Gatter |
| 1990        | Atuk, der Eskimojunge – Die Geschichte vom Eskimojungen, der lernt, dass Liebe stärker ist als Hass | Mischa Damjan                                                    | Józef Wilkoń                  | Nord-Süd (Gossau)                                                  | ISBN 3-314-00520-2     |                         |                          |                          |                    |                                                                                          | Neuausgabe 2008 bei Nord-Süd (Zürich), ISBN 978-3-314-01606-6. |
| 1990        | Tonio auf dem Hochseil                                                                              | Hermann Moers                                                    | Józef Wilkoń                  | Nord-Süd (Mönchaltorf)                                             | ISBN 3-85825-500-9     |                         |                          |                          |                    |                                                                                          | |
| 1990        | Zdeptana kotkatka                                                                                   | Maria Abe                                                        | Józef Wilkoń                  | Gurinpisu shuppankai (Tokio)                                       | ISBN 4-906302-09-2     |                         |                          |                          |                    |                                                                                          | |
| 1991        | Das allererste Weihnachtslied                                                                       | Hermann Moers                                                    | Józef Wilkoń                  | Nord-Süd (Gossau)                                                  | ISBN 3-314-00565-2     |                         |                          |                          |                    |                                                                                          | |
| 1991        | Hugo und sein kleiner Bruder                                                                        | Hermann Moers                                                    | Józef Wilkoń                  | Nord-Süd (Gossau)                                                  | ISBN 3-314-00551-2     |                         |                          |                          |                    |                                                                                          | |
| 1991        | Katzenausflug – Eine kleine Geschichte                                                              | Piotr Wilkoń                                                     | Józef Wilkoń                  | Nord-Süd (Gossau)                                                  | ISBN 3-314-00536-9     |                         |                          |                          |                    |                                                                                          | |
| 1991        | Leopanther – Eine Liebesgeschichte                                                                  | Piotr Wilkoń                                                     | Józef Wilkoń                  | Patmos (Düsseldorf)                                                | ISBN 3-491-79420-X     |                         |                          |                          |                    | Ulrike Herbst-Rosocha                                                                    | |
| 1991        | Les quatre fils de la terre                                                                         | Jacques Cassabois                                                | Józef Wilkoń                  | Messidor-La Farandole (Paris)                                      | ISBN 2-209-06586-0     | 1992                    | Die vier Kinder der Erde | Patmos (Düsseldorf)      | ISBN 3-491-79422-6 | Elke Bahr (aus dem Französischen)                                                        | Deutsche Fassung |
| 1992        | Die Arche Noah                                                                                      | Piotr Wilkoń                                                     | Józef Wilkoń                  | Nord-Süd (Gossau)                                                  | ISBN 3-314-00021-9     |                         |                          |                          |                    | Ulrike Herbst-Rosocha                                                                    | |
| 1993        | Die Tiere sind frei!                                                                                | Piotr Wilkoń                                                     | Józef Wilkoń                  | Nord-Süd (Gossau)                                                  | ISBN 3-314-00593-8     |                         |                          |                          |                    |                                                                                          | |
| 1993        | Die Tigerin trägt Hermelin                                                                          | Bernd Kohlhepp                                                   | Józef Wilkoń                  | Patmos (Düsseldorf)                                                | ISBN 3-491-37264-X     |                         |                          |                          |                    |                                                                                          | |
| 1993        | Fabelhafte Tiergeschichten                                                                          | neu erzählt von Dirk Walbrecker                                  | Józef Wilkoń                  | Patmos (Düsseldorf)                                                | ISBN 3-491-37273-9     |                         |                          |                          |                    |                                                                                          | 2004 Neuausgabe bei Bassermann (München), ISBN 3-8094-1560-X. |
| 1993        | Wölfchen                                                                                            | Idee: Józef Wilkoń, Text: Gerda Wagener                          | Józef Wilkoń                  | Bohem (Zürich)                                                     | ISBN 3-85581-252-7     |                         |                          |                          |                    |                                                                                          | |
| 1994        | Ilustracja książkowa / Book illustration / Buchillustration                                         | Józef Wilkoń                                                     | Józef Wilkoń                  | Biuro Wystaw Artystycznych w Zamościu (Zamość)                     | ISBN 83-902458-0-9     |                         |                          |                          |                    |                                                                                          | Buch in polnischer, englischer und deutscher Sprache |
| 1994        | Das Mondgesicht                                                                                     | Gerda Marie Scheidl                                              | Józef Wilkoń                  | Nord-Süd (Gossau)                                                  | ISBN 3-314-00604-7     |                         |                          |                          |                    |                                                                                          | |
| 1995        | Das Schiff der Riesen – Geschichten aus dem bunten Flickensack                                      | Hanna Hanisch, Rolf Hanisch                                      | Józef Wilkoń                  | G. Bitter (Recklinghausen)                                         | ISBN 3-7903-0532-4     |                         |                          |                          |                    |                                                                                          | |
| 1995        | Holpeltolpel starker Freund                                                                         | Hermann Moers                                                    | Józef Wilkoń                  | Nord-Süd (Gossau)                                                  | ISBN 3-314-00680-2     |                         |                          |                          |                    |                                                                                          | |
| 1995        | Zwei Freunde                                                                                        | Paz Rodero                                                       | Józef Wilkoń                  | Bohem (Zürich)                                                     | ISBN 3-85581-268-3     |                         |                          |                          |                    |                                                                                          | |
| 1996        | Die Antilope mit der Harfe – Märchenhafte Tiergeschichten                                           | neu erzählt von Dirk Walbrecker                                  | Józef Wilkoń                  | Patmos (Düsseldorf)                                                | ISBN 3-491-37339-5     |                         |                          |                          |                    |                                                                                          | |
| 1996        | Klara sucht das Glück                                                                               | Gisela Krahl                                                     | Józef Wilkoń                  | Patmos (Düsseldorf)                                                | ISBN 3-491-37330-1     |                         |                          |                          |                    |                                                                                          | |
| 1997        | Gold für König Otakar                                                                               | erzählt von Piotr Wilkoń, Textbearbeitung von Danielle Heufemann | Józef Wilkoń                  | Bohem (Zürich)                                                     | ISBN 3-85581-288-8     |                         |                          |                          |                    |                                                                                          | |
| 1997        | Der Fischer auf dem Meeresgrund                                                                     | Agnieszka Taborska                                               | Józef Wilkoń                  | Patmos (Düsseldorf)                                                | ISBN 3-491-37376-X     |                         |                          |                          |                    | Maike Nielsen (aus dem Englischen)                                                       | |
| 2000        | Kleiner großer Bär                                                                                  | Piotr Wilkoń                                                     | Józef Wilkoń                  | Patmos (Düsseldorf)                                                | ISBN 3-491-37415-4     |                         |                          |                          |                    |                                                                                          | |
| 2000        | Stoppel, Poppel oder Hoppel?                                                                        | Max Bolliger                                                     | Józef Wilkoń                  | Bohem (Zürich)                                                     | ISBN 3-85581-351-5     |                         |                          |                          |                    |                                                                                          | |
| 2000        | 70 Jahre Józef Wilkon – Katalog zur Ausstellung                                                     | Redaktion: Maria Linsmann                                        | Józef Wilkoń                  | Troisdorf Bilderbuchmuseum Burg Wissem                             | keine ISBN             |                         |                          |                          |                    |                                                                                          | |
| 2001        | Mein Großvater war ein Kirschbaum                                                                   | Angela Nanetti                                                   | Józef Wilkoń                  | Patmos (Düsseldorf)                                                | ISBN 978-3-491-37438-6 |                         |                          |                          |                    | Rosemarie Griebel-Kruip (aus dem Italienischen)                                          | |
| 2002        | Bestiarium Wilkonia                                                                                 | Józef Wilkoń                                                     | Józef Wilkoń                  | Lettra-Graphic (Krakau)                                            | ISBN 83-910501-6-5     |                         |                          |                          |                    |                                                                                          | Bildunterschriften in polnischer und englischer Sprache einleitendes Material in englischer, französischer, deutscher, polnischer und japanischer Sprache anderer Titel: Wilkon´s Bestarium |
| 2002        | Frau Drosselmann                                                                                    | Józef Wilkoń                                                     | Józef Wilkoń                  | Bohem (Zürich)                                                     | ISBN 3-85581-377-9     |                         |                          |                          |                    | Wolfgang Jöhling (aus dem Polnischen)                                                    | |
| 2004        | Die Amsel und der Papagei                                                                           | Antonie Schneider                                                | Józef Wilkoń                  | Bohem (Zürich)                                                     | ISBN 3-85581-417-1     |                         |                          |                          |                    |                                                                                          | |
| 2007        | Wilkoń w Radziejowicach                                                                             | Dom Pracy Twórczej (Radziejowice)                                |                               | Józef Wilkoń, Dorota Nowacka, Fotos: Jacek Gładkowski (und andere) | ISBN 978-83-924768-3-2 |                         |                          |                          |                    |                                                                                          | |
| 2008        | Blues Nosorożca                                                                                     | Agnieszka Taborska                                               | Józef Wilkoń                  | Wydawnictwo Książkowe Twój Styl (Warschau)                         | ISBN 978-83-7163-574-8 |                         |                          |                          |                    |                                                                                          | |
| 2009        | Kici kici miau                                                                                      | Józef Wilkoń                                                     | Józef Wilkoń                  | Wyndawnictwo Hokus Pokus (Warschau)                                | ISBN 978-83-60402-18-4 |                         |                          |                          |                    |                                                                                          | |
| 2009        | Und die Tiere kamen zu zweit – Józef Wilkoń und die aktuelle polnische Kinderbuchillustration       | Adam Jaromir, Józef Wilkoń und andere                            |                               | Internationale Jugendbibliothek (München)                          | unbekannt              |                         |                          |                          |                    |                                                                                          | |
| 2009        | Księga dżungli                                                                                      | Rudyard Kipling                                                  | Józef Wilkoń                  | Media Rodzina (Posen)                                              |                        |                         |                          |                          |                    |                                                                                          | Deutschsprachige Übersetzung des Titels: Das Dschungelbuch |
| 2011        | Don Kichot Józefa Wilkonia ...wyprawa do Płocka – nowe i niepublikowane dzieła z lat 1990–2011      | Józef Wilkoń                                                     |                               | Płocka Galeria Sztuki (Płock)                                      | ISBN 978-83-61256-22-9 |                         |                          |                          |                    |                                                                                          | Ausstellungskatalog |
| 2011        | Psie życie                                                                                          | Józef Wilkoń                                                     |                               | Wydawnictwo Hokus-Pokus (Warschau)                                 | ISBN 978-83-60402-57-3 |                         |                          |                          |                    |                                                                                          | |
| 2011        | Józef Wilkoń – kurza stopa i zwierzęta                                                              | Józef Wilkoń, Barbara Zagórska                                   |                               | Muzeum Historyczno-Etnograficzne (Chojnice)                        | ISBN 978-83-60947-18-0 |                         |                          |                          |                    |                                                                                          | Biografie |
| 2012        | Tallula – Königin der Nacht                                                                         | Adam Jaromir                                                     | Józef Wilkoń                  | Gimpel (Langenhagen)                                               | ISBN 978-3-9811300-7-2 |                         |                          |                          |                    |                                                                                          | Originalausgabe |

## Nominierungen und Auszeichnungen
Die folgende Auflistung ist eine unvollständige Auswahl.
- 1964: Nominierung für den Deutschen Jugendliteraturpreis in der Kategorie Bilderbuch für Der Kranich mit dem einen Bein[7]
- 1966: Nominierung für den Deutschen Jugendliteraturpreis in der Kategorie Bilderbuch für Herr Minkepatt und seine Freunde, Kategorie: Prämie[13]
- 1969: BIB Gedenktafel auf der BIB – Biennale der Illustrationen Bratislava für W nieparyżu i gdzie indziej
- 1973: Lobende Erwähnung. auf der BIB – Biennale der Illustrationen Bratislava für List do Warszawy
- 1980: Premio Grafico auf der Bologna Children’s Book Fair
- 1991: Premio Grafico auf der Bologna Children’s Book Fair
- 2004: Nominierung für den Hans Christian Andersen Preis in der Kategorie Illustrator für Polen[14]
- 2011: Nominierung für den Astrid-Lindgren-Gedächtnis-Preis[15]
- Ehrenpreis Premio Grafico auf der Buchmesse in Bologna für Rosalind das Katzenkind

## Ausstellungen
Die folgende Auflistung ist eine unvollständige Auswahl.
- 1960: Warschau
- 1961: Wien
- 1968: Toruń
- 1969: Manchester
- 1970: Warschau
- 1971: Berlin
- 1973: Köln
- 1975: Słupsk
- 1976: Rzeszów, Chicago
- 1979: Białystok, Kalisz, Toruń
- 1980: Katowice
- 1988: Puławy, Warschau
- 2014: „Fantastische Tiere. Die wunderbare Welt des Józef Wilkoń“ , Kunsthaus Stade, Stade

## Festivalteilnahmen
- 2013: Kinder- und Jugendprogramm des 13. internationalen literaturfestivals berlin im September